# Leptoplana diaphana
Leptoplana diaphana is een platworm (Platyhelminthes). De worm is tweeslachtig. De soort leeft in het zoute water.
Het geslacht Leptoplana, waarin de platworm wordt geplaatst, wordt tot de familie Leptoplanidae gerekend. De wetenschappelijke naam van de soort werd voor het eerst geldig gepubliceerd in 1933 door Stummer-Traunfels.